# 路易斯安那州州徽
路易斯安那州州徽（英語：Seal of Louisiana）是美国路易斯安那州的官方徽章。最初版本设计于1812年，最新版本采用于2006年。

## 历史
在1803年路易斯安那购地之后，后来的路易斯安那州成为了奥尔良领地的一部分。随后托马斯·杰斐逊总统任命威廉·C·克莱伯恩为该领地总督，并赋予其设计官方徽章的特权。一开始，克莱伯恩制作了一个上面印有雄鹰拿着带有十五颗星的月桂花环的徽章，其中十五颗星代表当时美国的十五个州。不过到了1812年路易斯安那州建州的时候，徽章上的雄鹰被替换为鹈鹕，它正在用自己的血喂养小鹈鹕。这一图案被称为“虔诚的鹈鹕”。至于说为什么雄鹰会被替换为鹈鹕，我们今天已经无从考证了，不过有些说法认为这可能与该州的天主教传统有关。当时克莱伯恩与路易斯安那州的一个天主教家庭联姻，并在美国其他地方强烈反天主教的时期帮助将天主教徒进入美国政治主流。
在南北战争之前，鹈鹕周围环绕的座右铭是“正义、团结和信心”，南北战争之后被改为了“团结、正义、信心”。